# 查靈 (喬治亞州)
查靈（英語：Charing）是位於美國喬治亞州泰勒縣的一個非建制地區。該地的面積和人口皆未知。

## 地理
查靈的座標為32°27′42″N 84°41′42″W / 32.46167°N 84.69500°W，而該地的平均海拔高度為196米（即643英尺）。